# Mas de Sant Romà
El Mas de Sant Romà és una obra de Santa Maria de Miralles (Anoia) inclosa a l'Inventari del Patrimoni Arquitectònic de Catalunya.

## Descripció
Format per diferents construccions annexes (habitatges, corrals) en torn el nucli principal que és una construcció de planta rectangular de dos pisos (l'últim galeria) i amb el sostre a dues vessants mirant al front. A aquest edifici s'hi entra a través d'una porta d'arc de mig punt amb portal adovellat. Ha estat bastant reformat.

## Història
Està al costat de l'actual parròquia. Fou residència senyorial ja datada des del S.XIV. L'església està datada una mica més tard: el 1413. Està situat al costat d'una riera en un indret ric en vegetació i on es troba la font de Sant Romà. Al costat, hi ha conreus de blat.